# ليكيستر (نيويورك)
ليكيستر (بالإنجليزية: Leicester, New York)‏ هي بلدة أمريكية تقع في الولايات المتحدة في مقاطعة ليفينغستون، نيويورك. يقدر عدد سكانها بـ 2,200 نسمة .